# Israel Jacobson

Israel Jacobson, Lithographie von Kästner (1838) nach dem Porträt von Georg Friedrich Adolph Schöner

Israel Jacobson (bis 1808 Isrel ben Jacob; geboren am 17. Oktober 1768 in Halberstadt; gestorben am 14. September 1828 in Berlin) war ein deutscher Kaufmann und Bankier. Er war Jude und gilt als einer der Begründer des Reformjudentums in Deutschland.

## Leben und Wirken

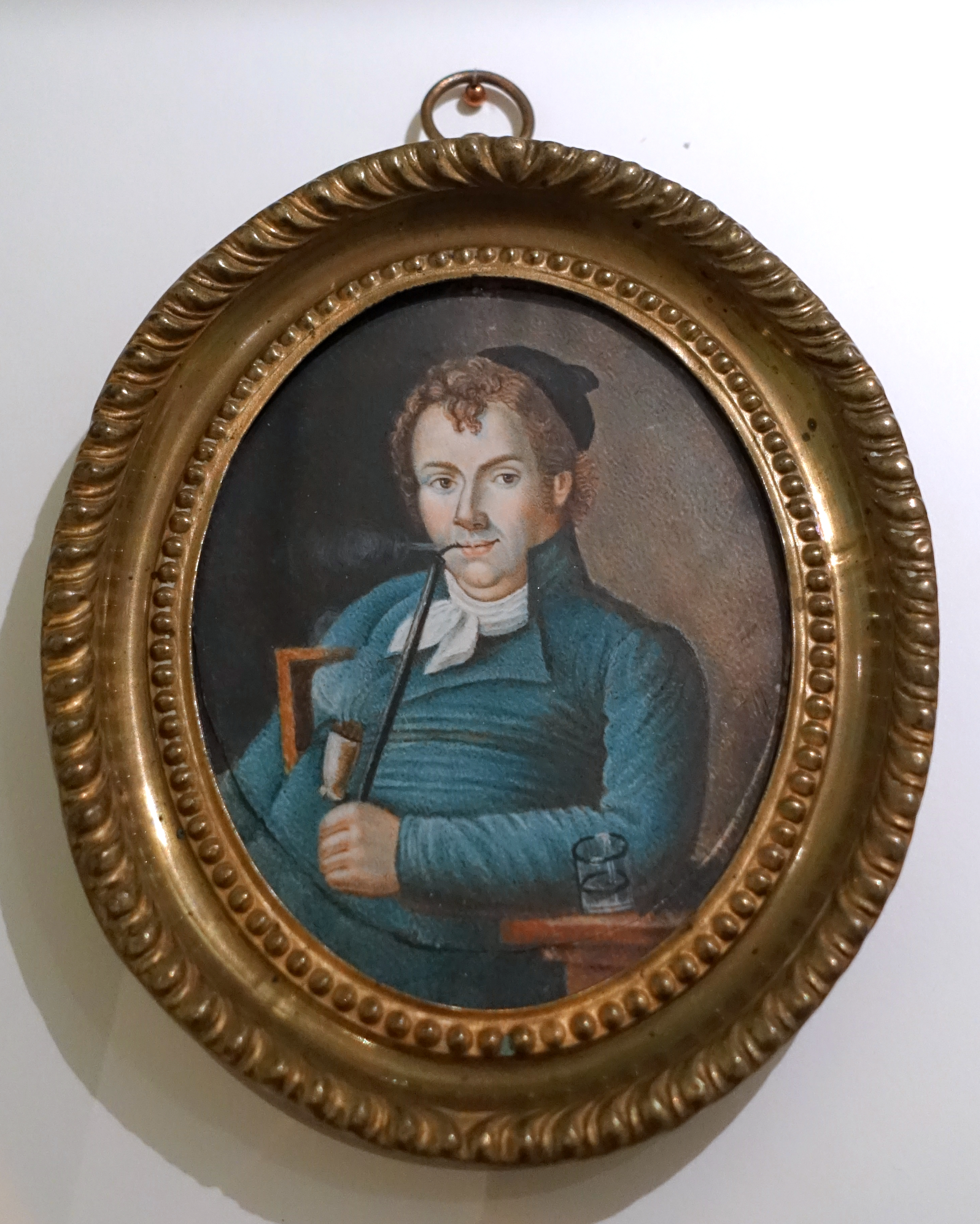
Israel Jacobson, 1810

Jacobson wurde 1768 als Sohn des vermögenden Kaufmanns und Vorstehers der jüdischen Gemeinde in Halberstadt Israel Jacob (1729–1803) geboren. Er erhielt eine traditionelle jüdische Erziehung und sollte nach dem Wunsch seines Vaters Rabbiner werden. Im Alter von 19 Jahren heiratete er Minna Samson (22. Dezember 1767 – 4. Februar 1819), die Tochter des braunschweigischen Hoffaktors („Kammeragenten“) Herz Samson (1738–1794). Nach dem Tod seines Schwiegervaters übernahm Jacobson sowohl dessen Bankgeschäfte als auch seine Aufgaben als Landesrabbiner des braunschweigischen Weserdistrikts.
In dieser Funktion hatte er die Aufsicht über die in den Landstädten und Dörfern lebenden Schutzjuden und konnte seinen durch Reichtum und Ämter wachsenden Einfluss nutzen, um die Lebenssituation seiner Glaubensgenossen zu verbessern.
Jacobson war als Bankier sehr erfolgreich und weitete seine Tätigkeit bald über die Grenzen des Herzogtums Braunschweig hinaus aus als badischer Hoffaktor, hessen-darmstädtischer Kommerzienrat und mecklenburg-schwerinscher Finanzrat. Er befreundete sich mit Karl II. Wilhelm Ferdinand, Herzog zu Braunschweig und Lüneburg, Fürst von Wolfenbüttel. Das Herzogtum Braunschweig wurde 1807 dem neugegründeten Königreich Westphalen unter Jérôme Bonaparte zugeschlagen, dem jüngsten Bruder Napoleons I. In dessen Verfassung wurde 1808 die staatsbürgerliche Gleichstellung der Juden festgeschrieben. Da das Königreich die Kredite, die Jacobson auch ihm gewährte, nicht zurückzahlen konnte, wurde er mit Gütern aufgelöster Klöster und Niederlassungen des Deutschen Ordens entschädigt.

### Erste Schule und Reformsynagoge

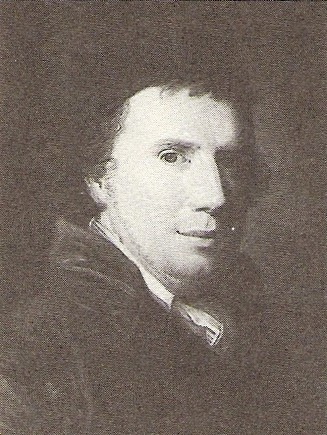
Salomon Pinhas: Israel Jacobson, Bildausschnitt eines Pastells (um 1800), Original im Jüdischen Museum Berlin

Im Selbststudium hatte Jacobson sich mit aufklärerischen Schriften, unter anderem auch von Moses Mendelssohn beschäftigt.
Als Landrabbiner des Weserdistrikts wurde er mit dem desolaten Zustand des jüdischen Schulwesens konfrontiert und errichtete 1801 in Seesen gegen den Widerstand der örtlichen christlichen Bevölkerung die Jacobsonschule, die 1804 bereits 46 jüdische Schüler zählte. Ab 1805 wurden auch christliche Kinder aufgenommen, die bei freier Kost und Unterkunft gemeinsam mit den jüdischen unterrichtet wurden. Die Jacobsonschule wurde damit zur ersten von Juden gegründeten Simultanschule Deutschlands.
1810 ließ Jacobson auf dem Schulgelände die weltweit erste Reform-Synagoge erbauen, die zur Erinnerung an seinen Vater den Namen Jacobstempel erhielt. Sie war mit einer Orgel ausgestattet, damals eine Neuheit. Neben hebräischen Gebeten führte Jacobson hier auch deutschsprachige Gebete und Predigten ein.

### Politisches Wirken
Jacobson setzte sich für die Beseitigung der die Juden diskriminierenden Bestimmungen ein, bemühte sich jedoch auch um die Förderung des Verständnisses zwischen Juden und Christen und unterstützte Bedürftige beider Konfessionen. Seinem Einfluss ist es zu verdanken, dass der Leibzoll, eine jahrhundertealte Judensteuer, 1803 im herzoglich braunschweig-lüneburgischen Fürstentum Wolfenbüttel abgeschafft wurde. 1804 erhielt er dort die vollen Untertanenrechte, 1805 das städtische Bürgerrecht und im Jahr 1807 die Ehrendoktorwürde der Universität Helmstedt. Sein Einsatz galt zunächst Braunschweig und Baden, ganz besonders aber dann dem Königreich Westphalen. 1806 richtete er eine Denkschrift zur Verbesserung des jüdischen Erziehungswesens an Kaiser Napoleon.
Als im Königreich Westphalen 1808 die jüdische Glaubensgemeinschaft (ca. 19.000 Personen) rechtlich den christlichen Kirchen gleichgestellt wurde, erhielt auch sie – analog zu den Kirchen der Reformation – ein israelitisches Konsistorium wie in den französischen Ländern als zentrale Aufsichts- und Verwaltungsbehörde. Israel Jacobson wurde ihr Präsident. Hier konnte er seine Vorstellungen zu einem aufgeklärten, assimilierten Judentum in die politische Praxis umsetzen. Er war inzwischen in die Residenz Kassel umgezogen. Als Präsident des jüdischen Konsistoriums eröffnete er ein Gebetshaus in Kassel, dessen Ritus demjenigen in Seesen ähnlich war, und förderte die Errichtung eines Seminars zur Ausbildung jüdischer Lehrer.
Darüber hinaus wurde er mit 135 von 165 abgegebenen Stimmen als Abgeordneter der Kaufleute und Fabrikanten des Oker-Departements in die Reichsstände, das Parlament des Königreichs Westphalen, gewählt. Auch wurde er 1812 zum Ritter des Ordens der Westphälischen Krone ernannt.
Der französische Schriftsteller Stendhal (1783–1842), der in den Jahren 1806 bis 1808 als Verwaltungsbeamter in Braunschweig wirkte, urteilte am 14. Januar 1808 in einem Tagebucheintrag über Jacobson: „Von allen meinen Braunschweiger Bekannten hat nur einer wirklich Geist, nämlich Jacobson“.

### Lebensabend

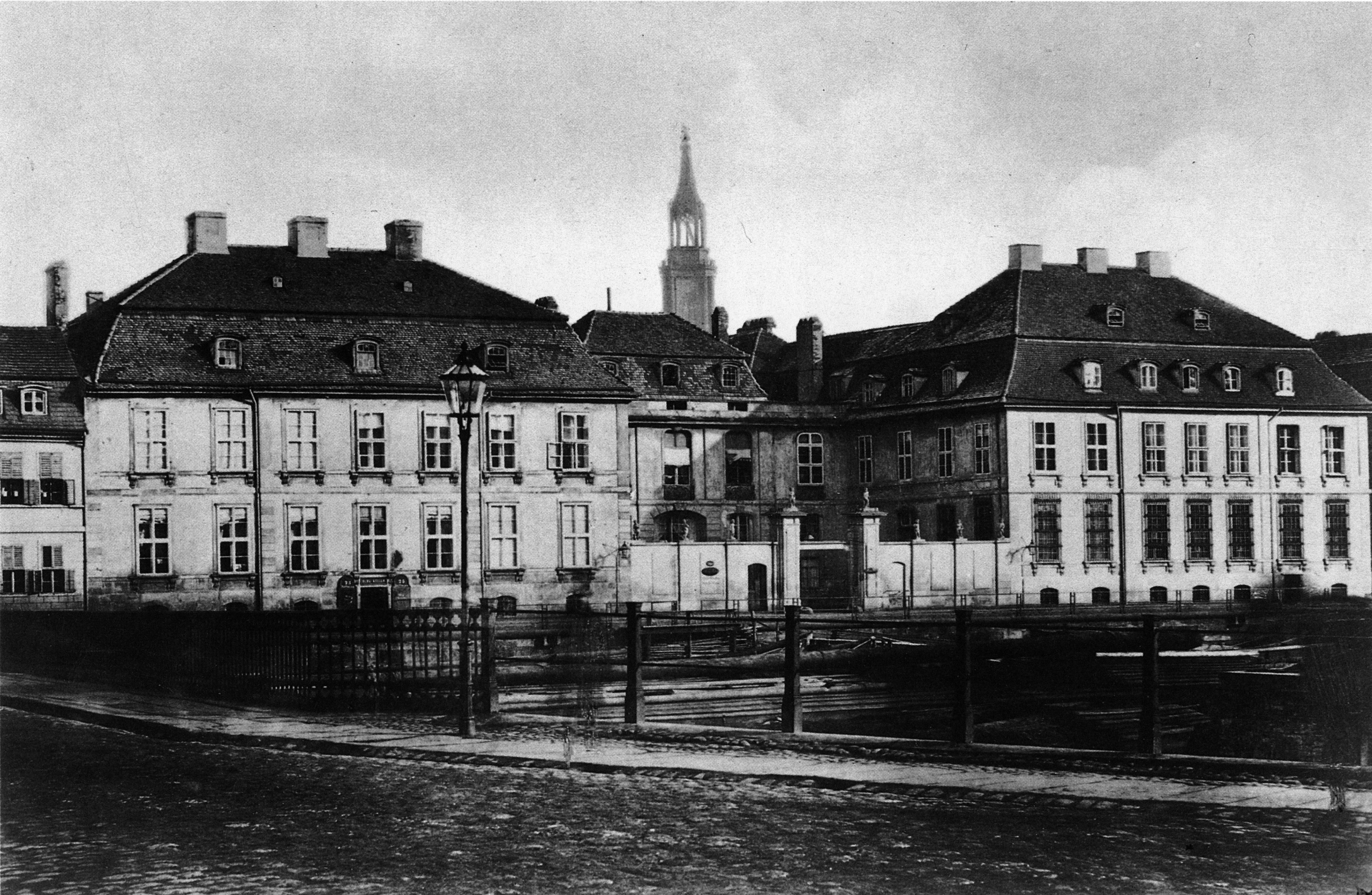
Palais Itzig in der Burgstraße (Foto von 1857)

Nach dem Sturz Jérôme Bonapartes lebte Jacobson seit 1813 in Berlin und wurde Mitglied der Gesellschaft der Freunde. Hier wurde er seitens der Orthodoxie stark angefeindet. Im Frühjahr 1815 richtete er in seinen Wohnräumen im Palais Itzig in der Burgstraße 25 eine Privatsynagoge nach reformiertem Ritus ein. Gegen Ende des Jahres wurde die Synagoge in das Haus des Zuckerproduzenten und Bankiers Jacob Herz Beer, Ehemann der Amalie Beer geb. Meyer Wulff, und Vater des Komponisten Giacomo Meyerbeer, verlegt. Prediger waren u. a. Karl Siegfried Günsburg, Eduard Kley, Leopold Zunz und Isaak Levin Auerbach. Die preußische Regierung unter dem Minister des Inneren Friedrich von Schuckmann, bei der sich orthodoxe Juden, aber auch der Oberregierungsrat für Bildung und Kirche im Kultusministerium Nicolovius beschwerten, war trotz eines königlichen Verbotes geneigt, eine Reformsynagoge im Haus Beer zu dulden. Doch dann untersagte eine Kabinettsordre Friedrich Wilhelms III. im Dezember 1823 die Gottesdienste endgültig mit der Begründung, „es solle keine neue Sekte gestiftet werden“.
Nach dem Tod seiner ersten Frau heiratete Israel Jacobson Jeanette Leffmann (1801–1874) aus einer Hannoveraner Bankiersfamilie. Er starb im Jahre 1828 in Berlin und wurde auf dem jüdischen Friedhof an der Schönhauser Allee beigesetzt. Das Grab ist erhalten.

## Nachleben und Ehrungen

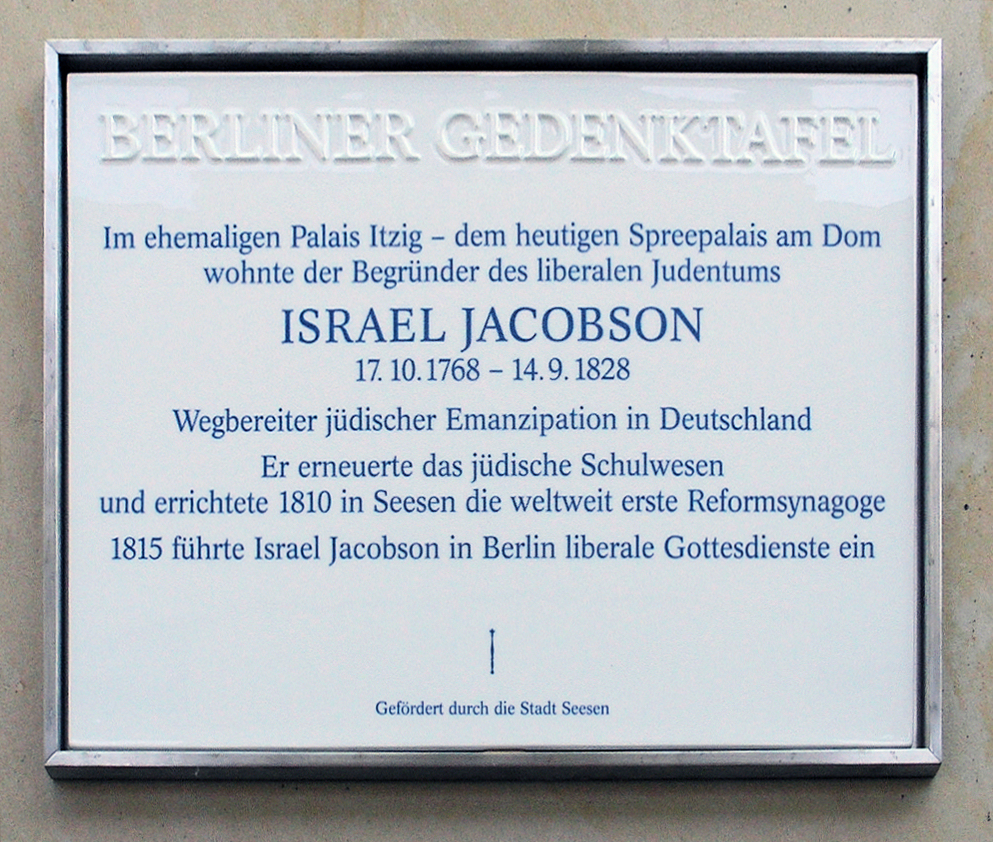
Gedenktafel am Haus Vera-Brittain-Ufer 2, in Berlin-Mitte

### Israel-Jacobson-Preis
Seit 2001 vergibt die Union progressiver Juden in Deutschland den Israel-Jacobson-Preis. Der undotierte Preis wird in der Regel alle zwei Jahre verliehen, um herausragende Persönlichkeiten zu würdigen, die sich im Geist Israel Jacobsons um ein lebendiges Judentum der Moderne verdient gemacht haben.
Preisträger:
- 2001 Walter Homolka, Rabbiner
- 2003 Uri Regev, Rabbiner
- 2005 Walter Jacob, Rabbiner
- 2007 Henry G. Brandt, Rabbiner; Ernst Ludwig Ehrlich, Judaist und Historiker; William Wolff, Landesrabbiner
- 2010 Ruth Cohen, Ehrenpräsidentin der European Union for Progressive Judaism
- 2012 Leo Hepner, früherer Vorsitzender der European Union for Progressive Judaism; Jan Mühlstein, früherer Vorsitzender der Union progressiver Juden in Deutschland[12]
- 2014 Heiko Maas (SPD), Bundesminister der Justiz und für Verbraucherschutz
- 2016 Joel D. Oseran, Rabbiner, vormaliger Vizepräsident für Internationale Entwicklung der World Union for Progressive Judaism
- 2018 Bodo Ramelow (Die Linke), Ministerpräsident des Freistaates Thüringen
- 2020 Armin Laschet (CDU), Ministerpräsident von Nordrhein-Westfalen

### Israel-Jacobson-Jubiläumsplakette
Zum fünfundzwanzigsten Gründungsjubiläum der Union progressiver Juden erhielten verdiente Pioniere des Liberalen Judentums die Jubiläumsplakette.
Unter den Plakettenempfängern sind:
- Klara Behnke, Vorsitzende der Liberalen Jüdischen Gemeinde zu Bad Pyrmont (2022)
- Larisa Korshevnyuk, Vorsitzende der Liberalen Jüdischen Gemeinde zu Magdeburg (2022)
- Antje Yael Deusel, Rabbinerin der Liberalen Jüdischen Gemeinde Mischkan ha-Tfila Bamberg (2023)

### Gedenktafel
Im Juli 2010 wurde in Berlin am Ort von Jacobsons ehemaligem Wohnhaus eine von der Stadt Seesen gestiftete Gedenktafel zu Ehren Jacobsons enthüllt.

### Israel-Jacobson-Netzwerk
Am 6. April 2016 wurde in Braunschweig das Israel-Jacobson-Netzwerk für jüdische Kultur und Geschichte e. V. gegründet. Das Ziel seiner Mitglieder aus Wissenschaft, Politik, Wirtschaft und Kultur ist es, das Bewusstsein für die Geschichte der jüdischen Kultur im südöstlichen Niedersachsen zu stärken.

## Werke
- Rede des Präsidenten Jacobson bei der von ihm Sabbaths den 8. Nissan 5572 in der hiesigen Synagoge verrichteten Konfirmation: nebst d. Religions-Bekenntniß der Konfirmanden. Meßner, Kassel 1812. Digitalisat.